# Thuốc diệt tinh trùng

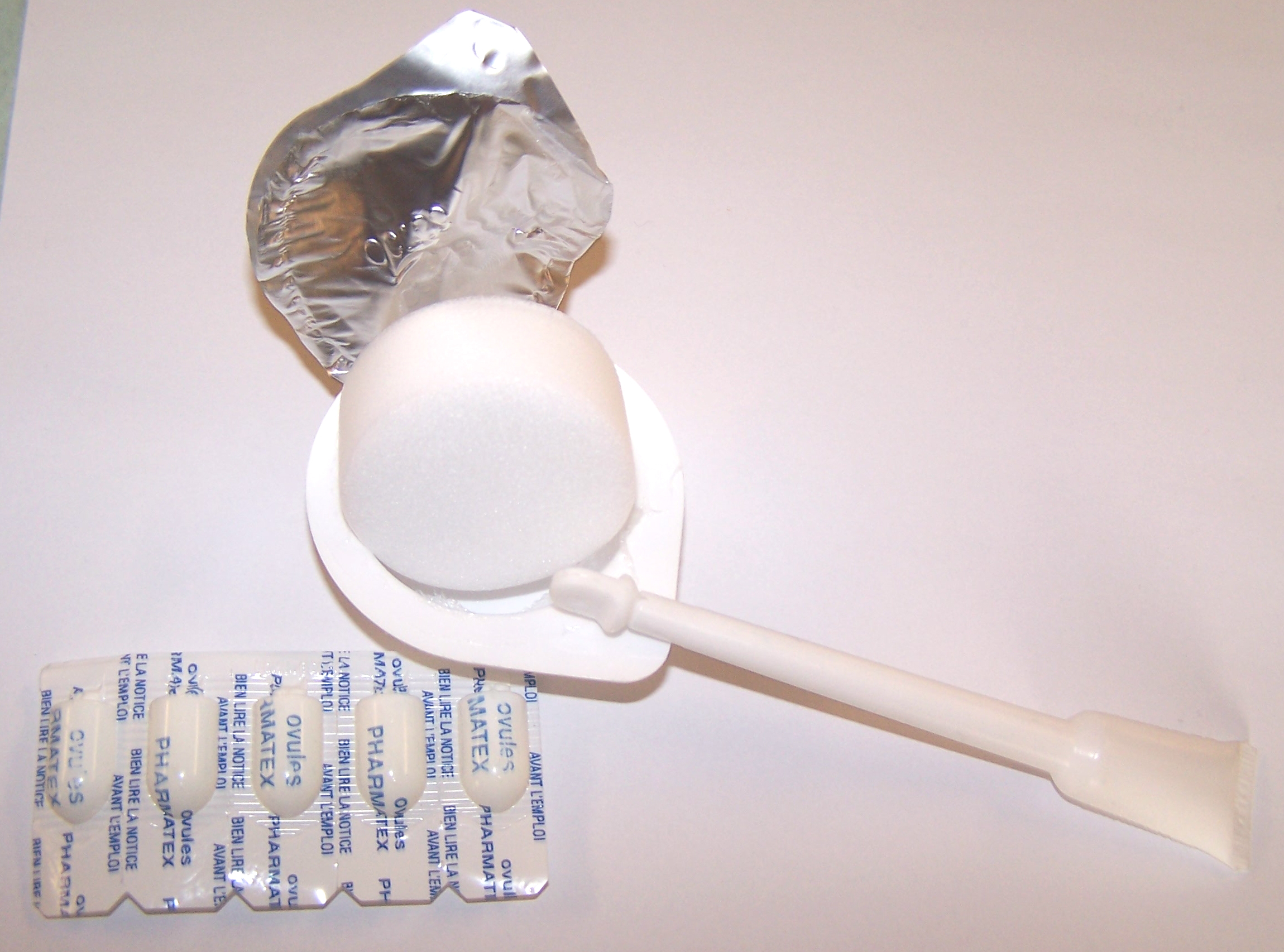
Một loại thuốc diệt tinh trùng

Thuốc diệt tinh trùng là một chất ngừa thai phá hủy tinh trùng, được đặt vào âm đạo trước khi giao hợp để ngăn chặn mang thai. Là một biện pháp tránh thai, thuốc diệt tinh trùng có thể được sử dụng một mình. Tuy nhiên, tỷ lệ mang thai của các cặp vợ chồng chỉ sử dụng chất diệt tinh trùng cao hơn so với các cặp vợ chồng sử dụng các phương pháp khác. Thông thường, chất diệt tinh trùng được kết hợp với biện pháp tránh thai phương pháp rào cản như màng ngăn âm đạo , bao cao su, nắp cổ tử cung và bọt biển. Các phương pháp kết hợp được cho là dẫn đến tỷ lệ mang thai thấp hơn so với một trong hai phương pháp.
Thuốc diệt tinh trùng không mùi, rõ ràng, không có hương vị, không nhuộm và bôi trơn.

## Loại và hiệu quả
Hoạt chất phổ biến nhất của chất diệt tinh trùng là nonoxynol-9. Chất diệt tinh trùng chứa nonoxynol-9 có sẵn ở nhiều dạng, chẳng hạn như thạch (gel), màng và bọt. Được sử dụng một mình, chất diệt tinh trùng có tỷ lệ thất bại sử dụng hoàn hảo là 6% mỗi năm khi được sử dụng đúng cách và nhất quán và tỷ lệ thất bại 28% mỗi năm trong sử dụng thông thường.